# C1-inibitore

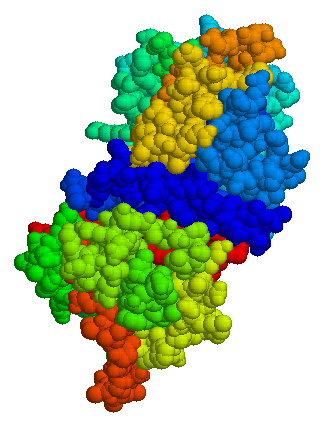
C1-inibitore

Il C1 inibitore (C1-INH) è una proteina inibitrice della serin-proteasi (serpina), la cui funzione principale è l'inibizione del sistema del complemento. Questa proteina circola nel sangue a livelli di circa 0,25-0,45 g/l.
I livelli aumentano di circa 2 volte durante l'infiammazione. L'inibitore C1 si lega irreversibilmente e inattiva le proteasi C1r e C1s nel complesso C1 della via classica del complemento. Anche le proteasi MASP-1 e MASP-2 nei complessi MBL della via della lectina sono inattivate. In questo modo, l'inibitore C1 impedisce la scissione proteolitica dei componenti successivi del complemento C4 e C2 da parte di C1 e MBL. Anche se prende il nome dalla sua attività inibitoria del complemento, l'inibitore C1 inibisce anche le proteasi delle vie fibrinolitiche, della coagulazione e della chinina. Si noti che l'inibitore C1 è l'inibitore fisiologico più importante della callicreina, fattore XIa e XIIa plasmatici.

## Proteomica
C1-INH è il componente più consistente della classe di proteine della serpina (G1) e, probabilmente, la proteina più glicosilata. Sorprendentemente, questa proteina presenta residui O-glicosilati, fatto non comune nelle proteine non legate alla membrana (altri esempi sono costituiti dalle immunoglobuline IgA1 e IgD). Specialmente una determinata sezione della proteina, la 'coda', è altamente glicosilata.

## Genetica
Il gene il C1-INH, chiamato correttamente C1NH o SERPING1 è localizzato sul cromosoma 11 (11q12-q13.1).
Il gene ha carattere dominante, una mutazione su uno dei due cromosomi può essere causa di angioedema ereditario. Come risultato di un difetto genico, i soggetti affetti da HAE producono una quantità insufficiente di C1-INH e/o un C1-INH mal funzionante.

## Ruolo nella malattia
La carenza di questa proteina è associata a angioedema ereditario (o "edema angioneurotico"), patologia caratterizzata da extravasazione che si traduce in attacchi periodici circoscritti di gonfiori non caratterizzati da prurito a livello dei tessuti profondi sottocutanei in diverse parti del corpo.
Nella maggior parte dei casi la malattia si presenta con marcato gonfiore del volto, della bocca e/o delle vie aeree, che compare spontaneamente o in seguito a minimi stimoli (quali lievi traumi). Nell'85% dei casi i livelli di C1-INH sono bassi, mentre nel 15% la proteina circola in quantità normali, ma la sua funzione è deficitaria. Oltre agli episodi di gonfiore del volto e/o di dolore addominale, ciò predispone a malattie autoimmunitarie, in particolare lupus eritematoso, a causa dell'effetto di consumo dei fattori 3 e 4 del complemento.

## Uso terapeutico

### Nell'angioedema ereditario
L'uso di C1-INH in uso clinico è impiegato per la terapia di attacchi acuti di angioedema ereditario e nella profilassi a lungo termine. 
Berinert è un concentrato di C1-INH plasma derivato pastorizzato, attualmente impiegato nella terapia di attacchi acuti di HAE.

### In altre condizioni
L'attivazione della cascata del complemento può provocare danni alle cellule, per cui l'inibizione della cascata del complemento può agire, in certe condizioni, da medicamento. Ad esempio, in caso di attacco cardiaco, la mancanza di ossigeno nelle cellule cardiache ne provoca la necrosi: morendo, le cellule cardiache riversano il loro contenuto nello spazio extracellulare, il che dà inizio alla cascata complementare. L'attivazione della cascata complementare richiama fagociti, da cui fuoriescono perossidi e altri reagenti, che potrebbero aumentare il danno a carico delle cellule cardiache sopravvissute. L'inibizione della cascata del complemento può ridurre questo danno.

### Produzione
Il C1 inibitore è contenuto nel sangue umano, per cui può essere isolato dal sangue di donatori. Tuttavia, le concentrazioni presenti nel sangue umano sono relativamente basse e il C1 inibitore proveniente da altre specie può causare reazioni immunitarie. È anche impossibile produrre C1 inibitore con tecnologia ricombinante, poiché Escherichia coli (il microrganismo più frequentemente impiegato a tale scopo) non ha la capacità delle cellule eucariotiche di glicosilare le proteine; poiché C1-inh viene glicosilato in maniera particolarmente intensa, questa forma ricombinante sarebbe inefficace. Tuttavia, è possibile produrre proteine glicosilate altamente funzionanti, usando un sistema transgenico mammifero. Pharming Group NV lo ha realizzato per il C1 inibitore ricombinante umano, che si trova attualmente negli studi clinici di fase III per gli attacchi acuti di angioedema ereditario. .  Al C1 inibitore ricombinante di Pharming è stata anche conferita la qualifica di farmaco orfano nei ritardi funzionali dopo trapianto d'organo e nella sindrome da aumentata permeabilità capillare .